# トゴン (ジャライル部)
トゴン（Toγon、生没年不詳）は、モンゴル帝国に仕えた将軍の一人で、ジャライル部の出身。『元史』などの漢文史料では脱歓(tuōhuān)と記される。

## 概要
トゴンはジャライル部の出身で、祖父は菊者、父はトデエン（脱端）。父のトデエンは万人隊長（トゥメン）としてクチュを総司令とする南宋侵攻に従軍しており、汴州・宋州・睢州・宿州の攻略に功績を挙げた。トデエンは1253年（癸丑）に蔡州の鎮撫を委ねられたが程なく亡くなり。息子のブカ（不花）が後を継いだ。ところがブカは早世し、その弟のアラムダール（阿藍答児）、長寿も立て続けに亡くなったため、トゴンが後を継ぐことになった。
父のトデエンの地位を継承したトゴンはアジュ丞相率いる部隊に従軍し、南宋侵攻に加わった。トゴンらは長江を渡って各地を攻略した後、丁家洲で宋軍と会戦した（丁家洲の戦い）。この戦いでトゴンは敵軍に突入して戦艦数隻を奪取する功績を挙げ、更に建康・太平の攻略にも加わった。南宋の将の姜才が攻撃してきた時には、トゴンは精鋭を率いてこれを撃退し、揚州まで追跡して多くを殺傷した。その後、泥湖の戦いでは再び敵の軍船30隻余りを捕獲し、蘇州附近の戦いでも柳奉使を捕虜とする功績を挙げた。
至元14年（1277年）、シリギの乱に呼応する形で応昌で起こったジルワダイの叛乱鎮圧を命じられ、流れ矢を2度受けるほど奮戦したため、後にクビライに賞賛されて鎧甲・弓矢・鞍勒・鈔1500を与えられた。至元15年（1278年）、定遠大将軍・福州路総管府ダルガチとされ、福州方面での盗賊の平定などを行ったが、後に亡くなった。